# Scopula ophthalmica
Scopula ophthalmica là một loài bướm đêm trong họ Geometridae.